# Krasen (distrikt i Bulgarien, Ruse)
Krasen (bulgariska: Красен) är ett distrikt i Bulgarien.   Det ligger i kommunen Obsjtina Ivanovo och regionen Ruse, i den nordöstra delen av landet, 240 km nordost om huvudstaden Sofia.
Trakten runt Krasen består till största delen av jordbruksmark. Runt Krasen är det ganska glesbefolkat, med 27 invånare per kvadratkilometer.